# Недопьокін Федір Вікторович
Федір Вікторович Недопьокін (12 березня 1949 — 22 жовтня 2020) — український учений у галузі технічної теплофізики. Доктор технічних наук, професор. Академік АН ВШ України з 2001 р.

## Біографія

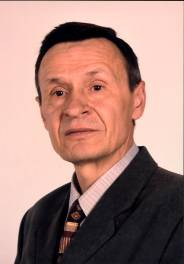
Недопьокін Федір Вікторович

Народився р. у м.Лисичанську Луганської обл. У 1966 р. став студентом фізичного факультету Донецького університету, який закінчив у 1971 р. за спеціальністю «фізика». Працює в Донецькому університеті (зараз — ДонНУ) з 1969 р. на кафедрі фізики нерівноважних процесів, метрології та екології. Захистив кандидатську дисертацію у 1976 р. Доктор технічних наук з 1989 р. Вчене звання доцента отримав у 1982 р., професора — у 1991 р.

## Наукова діяльність
Наукові роботи зосереджені на проблемі фізичного та математичного моделювання гідродинамічних, теплофізичних і масообмінних процесів у металургійних технологіях.
Автор понад 350 праць, зокрема 8 наукових монографій, 12 навчально-методичних праць та 14 навчальних посібників. Найважливіші монографії та посібники: «Математическое моделирование гидродинамики и тепломассопереноса в слитках», «Теория тепломассопереноса», «Физико-химическая гидродинамика», «Экологическая гидродинамика», «Прямая оптимизация технологических процессов», в яких узагальнені результати досліджень з ряду нових напрямів гідродинаміки та теплофізики металургійних технологій.
Підготував 4 кандидатів наук та 1 доктора наук. Сформував у ДонНУ власну наукову школу технічної теплофізики.
Голова спецради з захисту докторських дисертацій зі спеціальності «екологічна безпека» в ДонНУ, член спецради в ДонНАБА, член вченої ради фізичного факультету ДонНУ. Член редакційних колегій журналів: «Математичне моделювання» (ДДТУ) та «Вісник ДонНУ», «Теоретична та прикладна механіка».
Академік Академії інженерних наук України.
Нагороджений Почесною грамотою МОН України та знаком «Відмінник освіти України».